# پاول الرینگ
پاول الرینگ (انگلیسی: Paul Ellering؛ زادهٔ ۲۲ اوت ۱۹۵۳) مربی (کشتی حرفه‌ای)، کشتی‌گیر کشتی حرفه‌ای، و وزنه‌بردار اهل ایالات متحده آمریکا است.
وی همچنین برندهٔ جوایزی همچون تالار شهرت دبلیودبلیوای شده است.